# Felsővály
Felsővály (1899-ig Felsővály-Bikszög, szlovákul: Vyšné Valice) község Szlovákiában, a Besztercebányai kerületben, a Rimaszombati járásban. A mai település Felsővály és Bikszög egyesülésével jött létre.

## Fekvése
Tornaljától 16 km-re, északnyugatra fekszik.

## Története
A település a 13. században nemesi faluként keletkezett, 1247-ben említik először. A pápai tizedjegyzék 1332-ben „Val", más forrás 1375-ben „Wal" alakban említi. Lakói főként mezőgazdasággal foglalkoztak. A 18. század elején az adóösszeírások szerint lakói zsellérek voltak.
A 18. század végén Vályi András így ír róla: „Alsó, és Felső Vály. Magyar faluk Gömör Várm. földes Uraik több Urak, lakosaik katolikusok, és reformátusok, fekszenek Sankfalvának szomszédságában, mellynek filiáji; földgyeik közép termékenységűek, piatzok 3, és 4 mértföldnyire van."
1828-ban 59 házában 502 lakos élt.
A 19. század közepén Fényes Elek eképpen írja le: „Felső-Vály, magyar falu, Gömör vmegyében, Bikkszöggel van összekapcsolva. Itt van a Vály völgyi egyesült egyházaknak hihető a csehek idejében épült régi templomjok; mind ennek, mind pedig a paplaknak jó karbani tartása tekintetéből nagy gond szokott fordittatni Bodon Antal főfelügyelő által. A lakosok száma 522-re megy, ezek közül: 500 reformatus, 16 kath., és 6 evang. Mindnyájan tisztán beszélnek magyarul. Ezek, ugy a több Vály völgyi helységbeliek a gyümölcs termesztésnek kedvelői, több helyeken a szántóföldeken is látni jó izü gyümölcscsel rakott fákat. A közbirtok áll 7 4/8 majorsági telekből, 1 házas és 15 házatlan zsellérből, 40 kapás szőlőből, 912 holdat tevő erdeje, a csaknem annyi birtokosok rendetlen pusztitásátóli megóvását egyedül csak Bodon Antal urnak köszönheti. Mindent egyre megtermő 600 köblös szántófölde és 80 hold rétje van. Birják a künlakó birtokosokon kivül Nagy, Bodon, Balajti, Óvári, Szivos, Katona, Vincze, Herényi, Kalas, Beke, Kálmánczi, Vályi családok. Ut. post. Tornalja."
Gömör-Kishont vármegye monográfiájában pedig ezt olvashatjuk róla: „Felsőválybikszög, vályvölgyi magyar kisközség, körjegyzőségi székhely, 85 házzal és 326 ev. ref. vallású lakossal. Azelőtt két község volt, ú. m. Felső-Vály és Bikszög. Vály községet már a pápai tizedszedők jegyzéke említi Val néven. 1426-ban Valy és Waal alakban olvassuk nevét az egykorú oklevelekben. Bikszög 1427-ban fordul elő Bykzwgh eltorzított alakban. Legrégibb birtokosa 1630-ban a Gotthárd család, 1680-ban a Fuló család. A mult század elején a jászói prépostságnak is van itt birtoka. Később az egyesített községekben a következő birtokosok voltak: Nagy, Bodon, Balajthy, Óváry, Szivós, Lökös, Polyák, Herényi, Katona, Vincze, Kálas, Beke, Kálmánczy és Vályi családok. A csehek idejében a község határában a magyarok és a csehek között harcz volt. A község régi temploma 1619-ben leégett, de 1622-ben újra felépült. Az egyháznak több érdekes edénye van a XVII. századból. E faluhoz tartozik Szirnálla és Emberhegy puszta is. A község postája Felsővály, távírója és vasúti állomása Tornallya."
A trianoni diktátumig területe Gömör-Kishont vármegye Tornaljai járásához tartozott. 1938 és 1945 között újra Magyarország része.
A hozzá tartozó Bikszöget 1407-től említik, nemesi község volt. 1828-ban 246-an lakták. A 19. században egyesült Felsővállyal.

## Népessége
| Év:            | 1994. | 2004.    | 2014.    | 2024.    |
| -------------- | ----- | -------- | -------- | -------- |
| Emberek száma: | 199   | 322      | 287      | 255      |
| Eltérés:       |       | +61,80 % | -10,86 % | -11,14 % |

| Év:            | 2023. | 2024.   |
| -------------- | ----- | ------- |
| Emberek száma: | 259   | 255     |
| Eltérés:       |       | -1,54 % |

1910-ben 309-en, túlnyomórészt magyarok lakták.
2001-ben 298 lakosából 261 magyar.
2011-ben 331 lakosából 260 magyar, 28 szlovák és 10 cigány.

## Nevezetességei
- Református temploma eredetileg 15. századi, mai formájában 1622-ben épült, belsejében fából készült, festéssel díszített empórium, padok és mennyezet látható. Fa haranglába szintén 17. századi.
- A falu a festői szépségű Vály-völgyben fekszik.

## Híres emberek
- Itt született 1765. szeptember 30-án Vályi Nagy Ferenc református lelkész, egyházi író és költő.
- Itt született 1843-ban és hunyt el 1904-ben Kupai Dénes református lelkész, egyházi író.

## Képtár

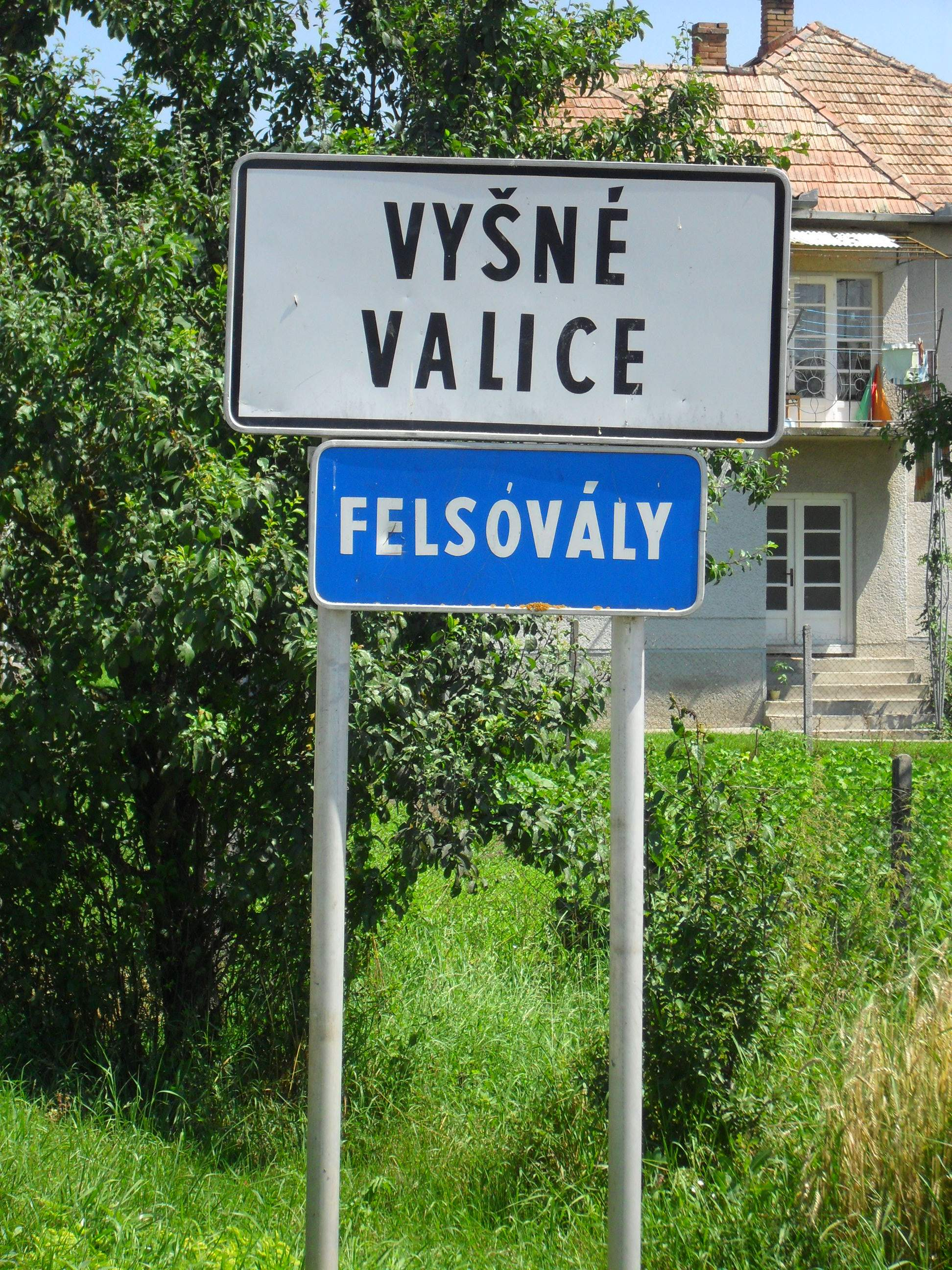
Kétnyelvű helységnévtábla
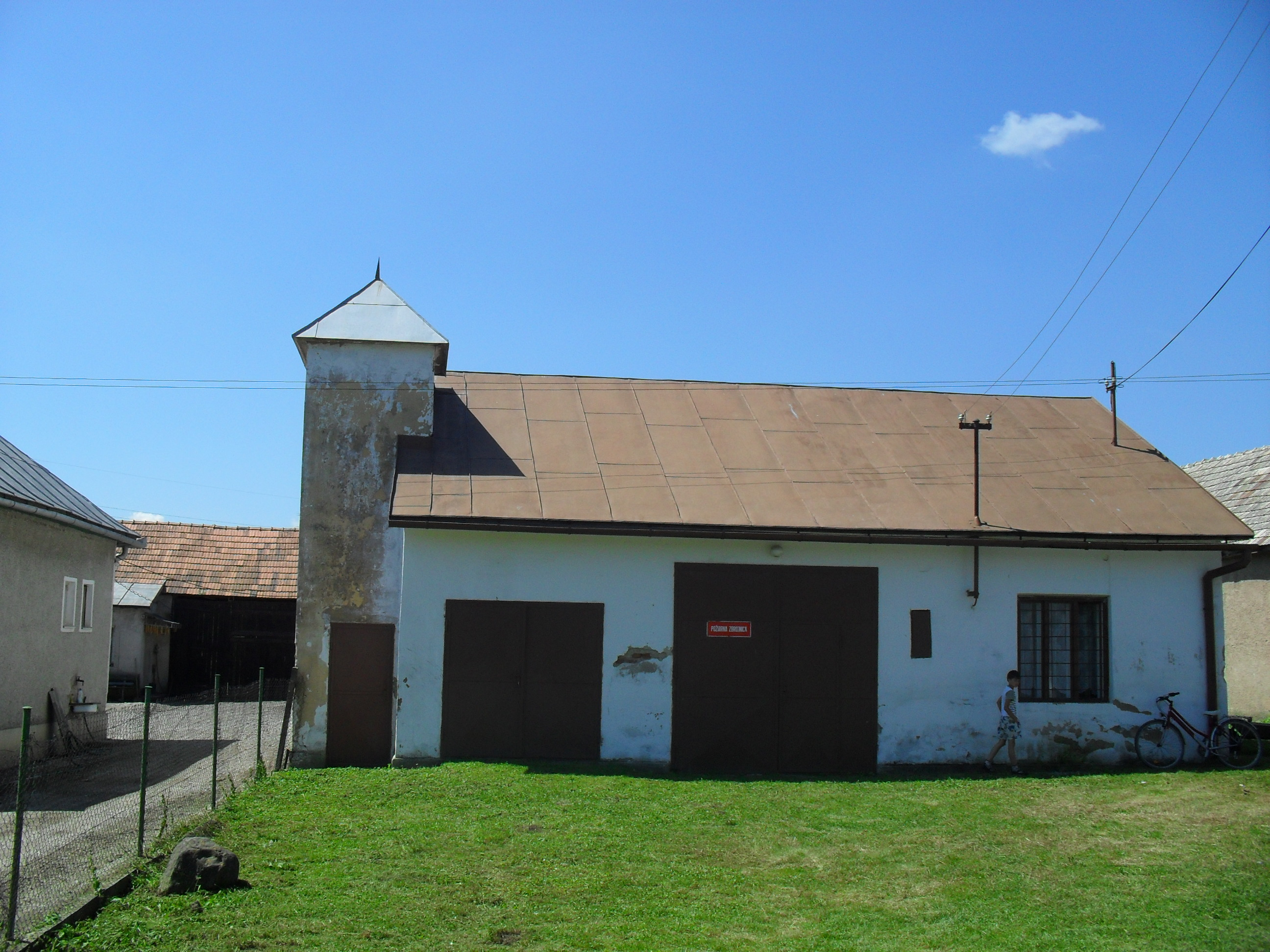
Tűzoltószertár
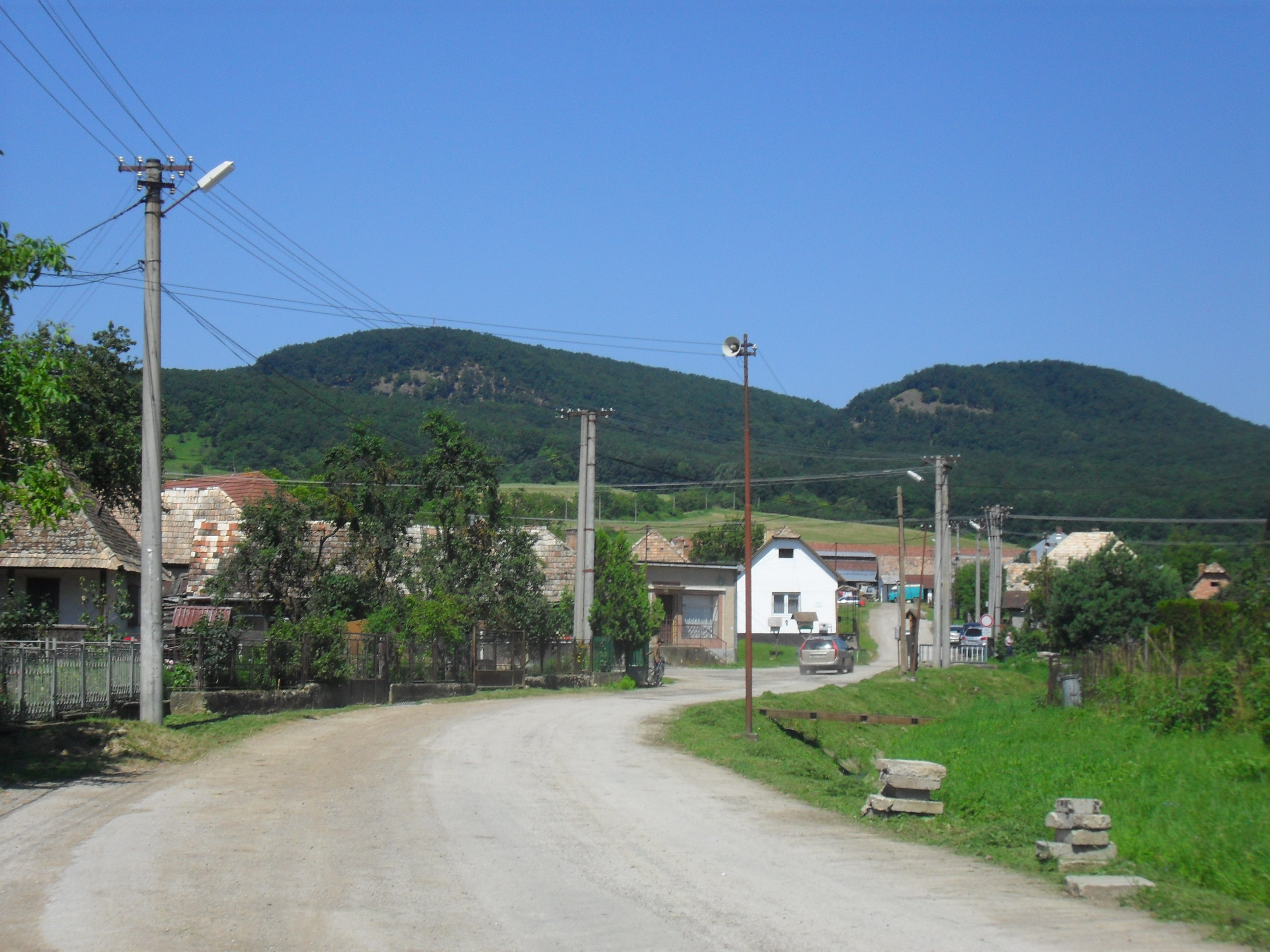
Utcakép
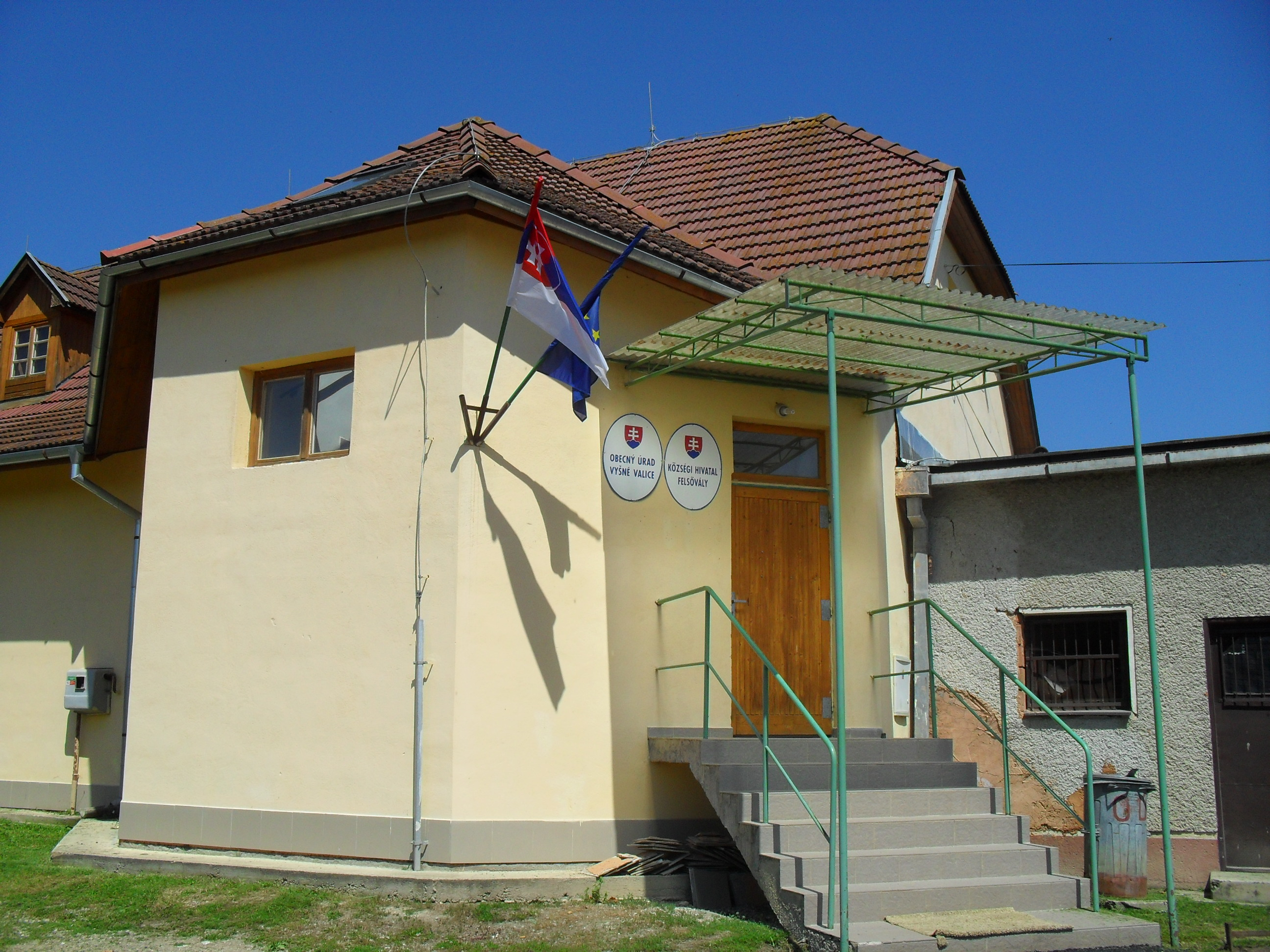
Községi hivatal
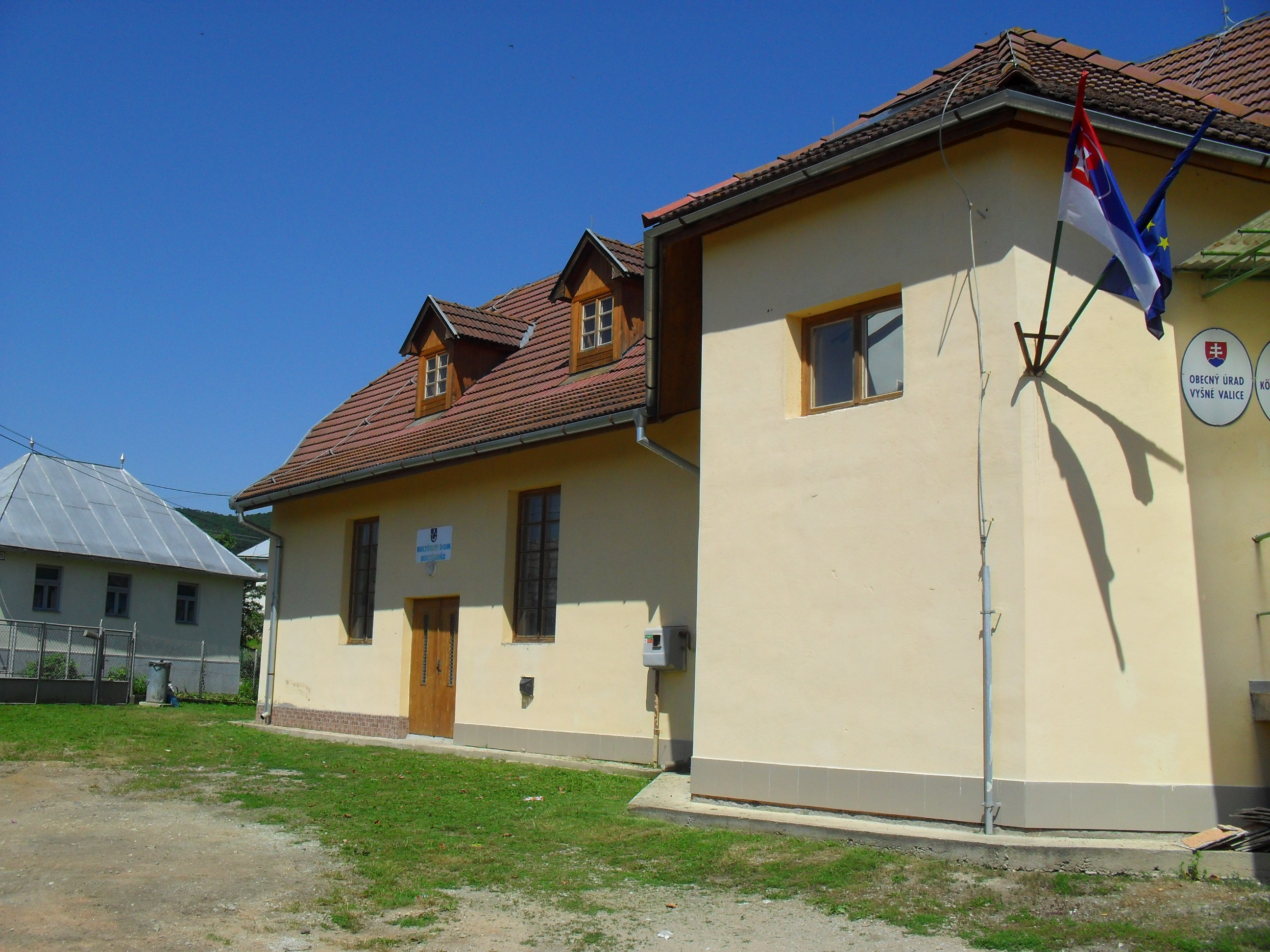
Kultúrház
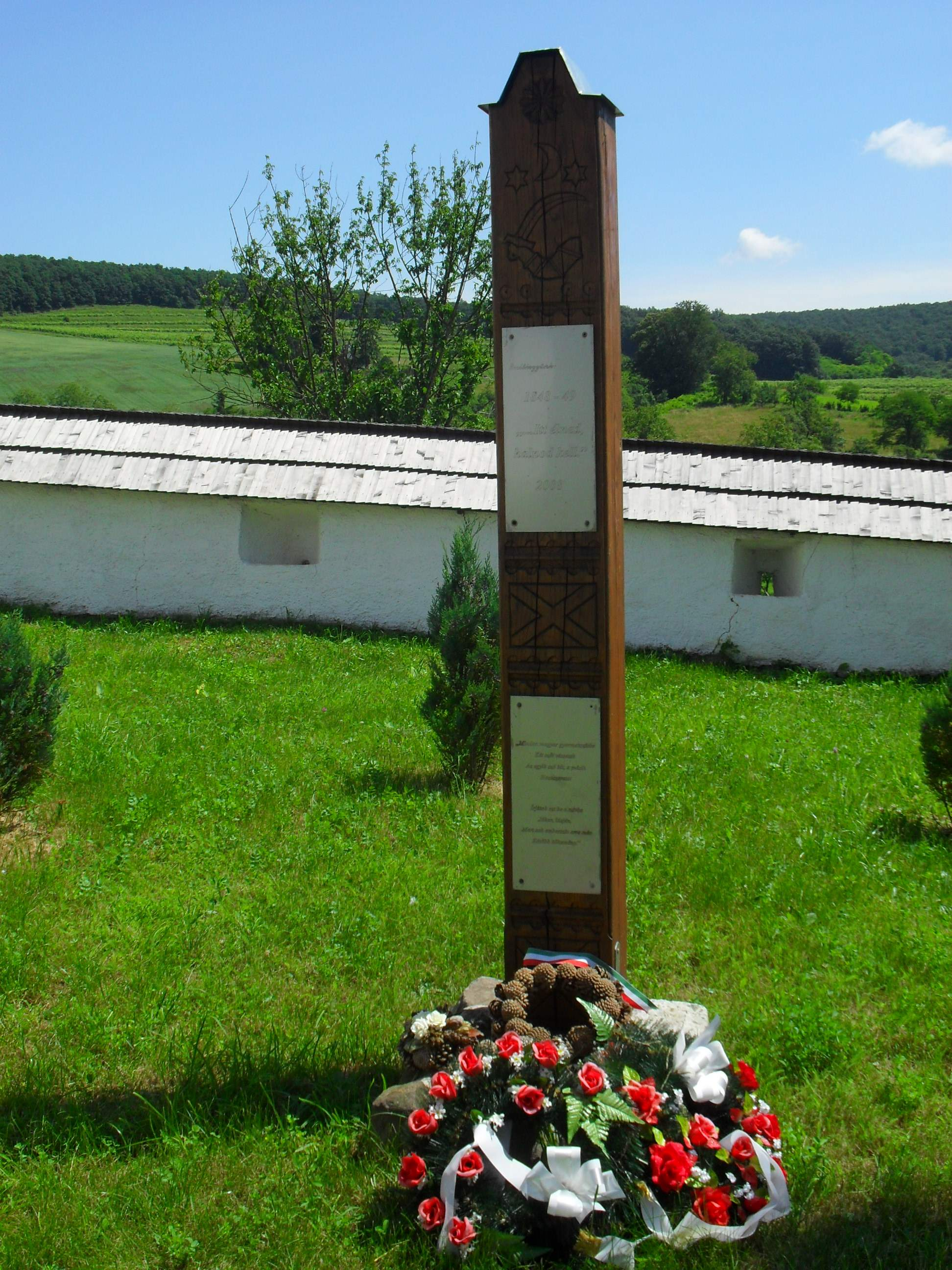
1848-as emlékkopjafa
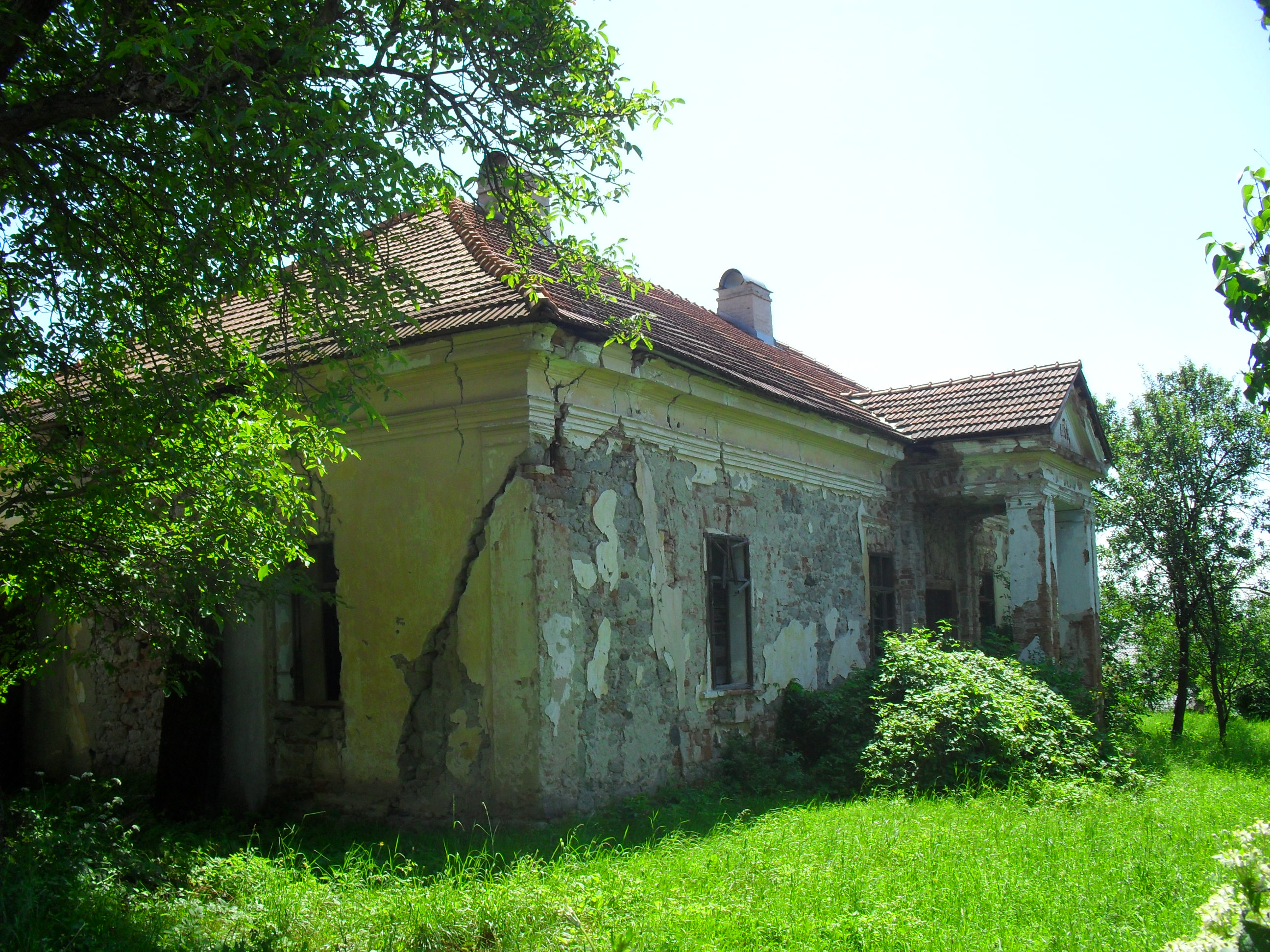
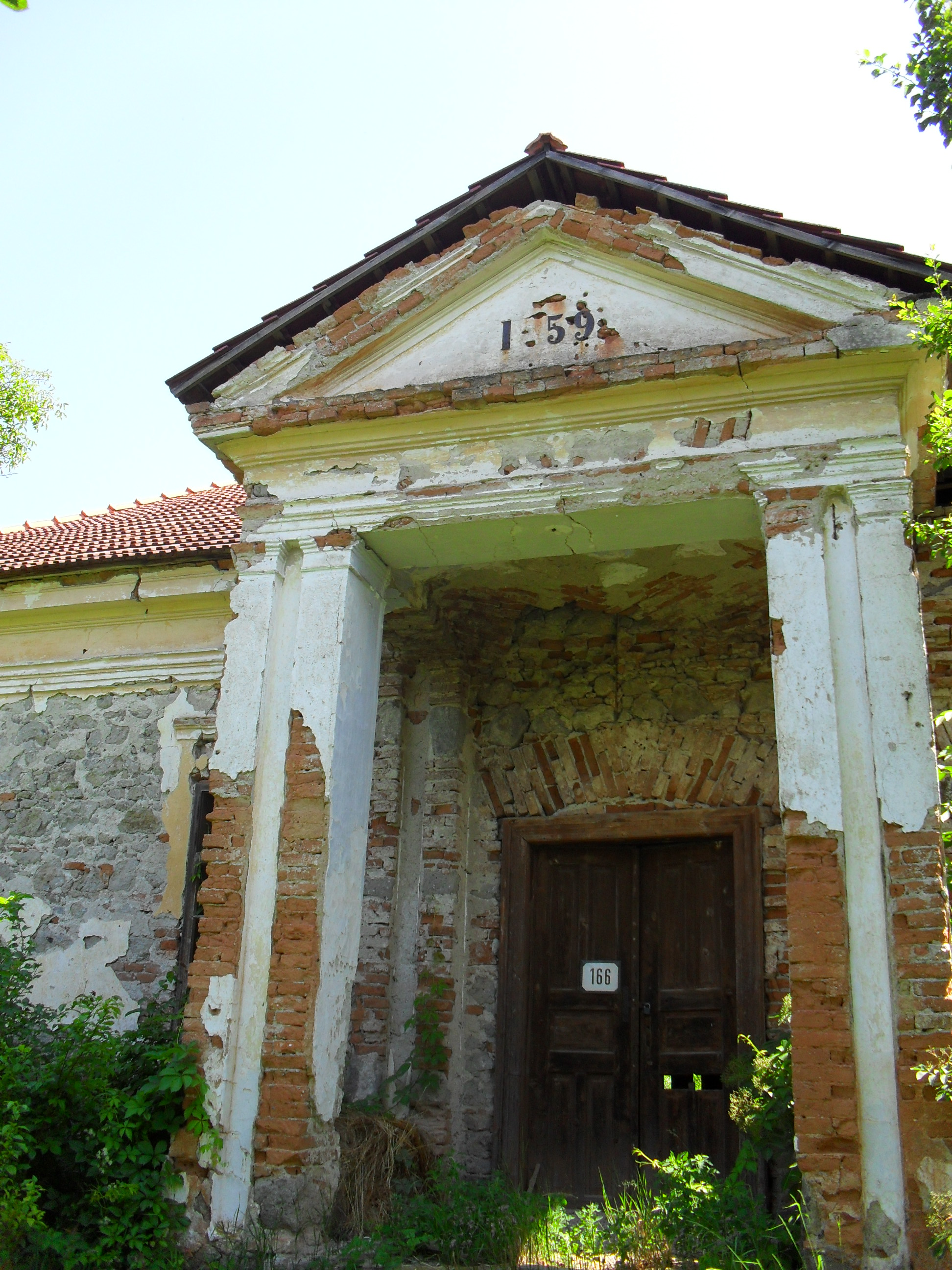
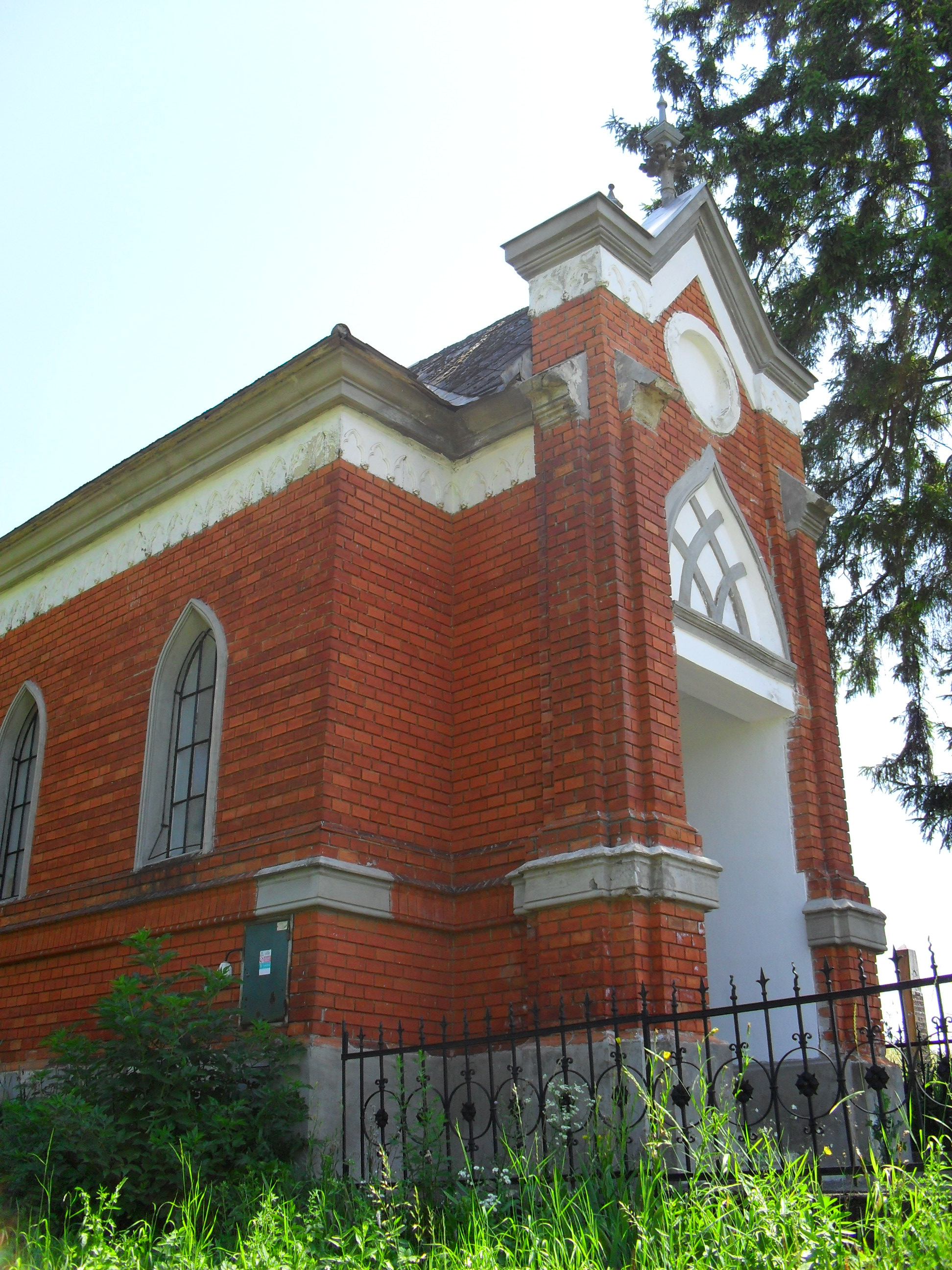
Kápolna a temetőben
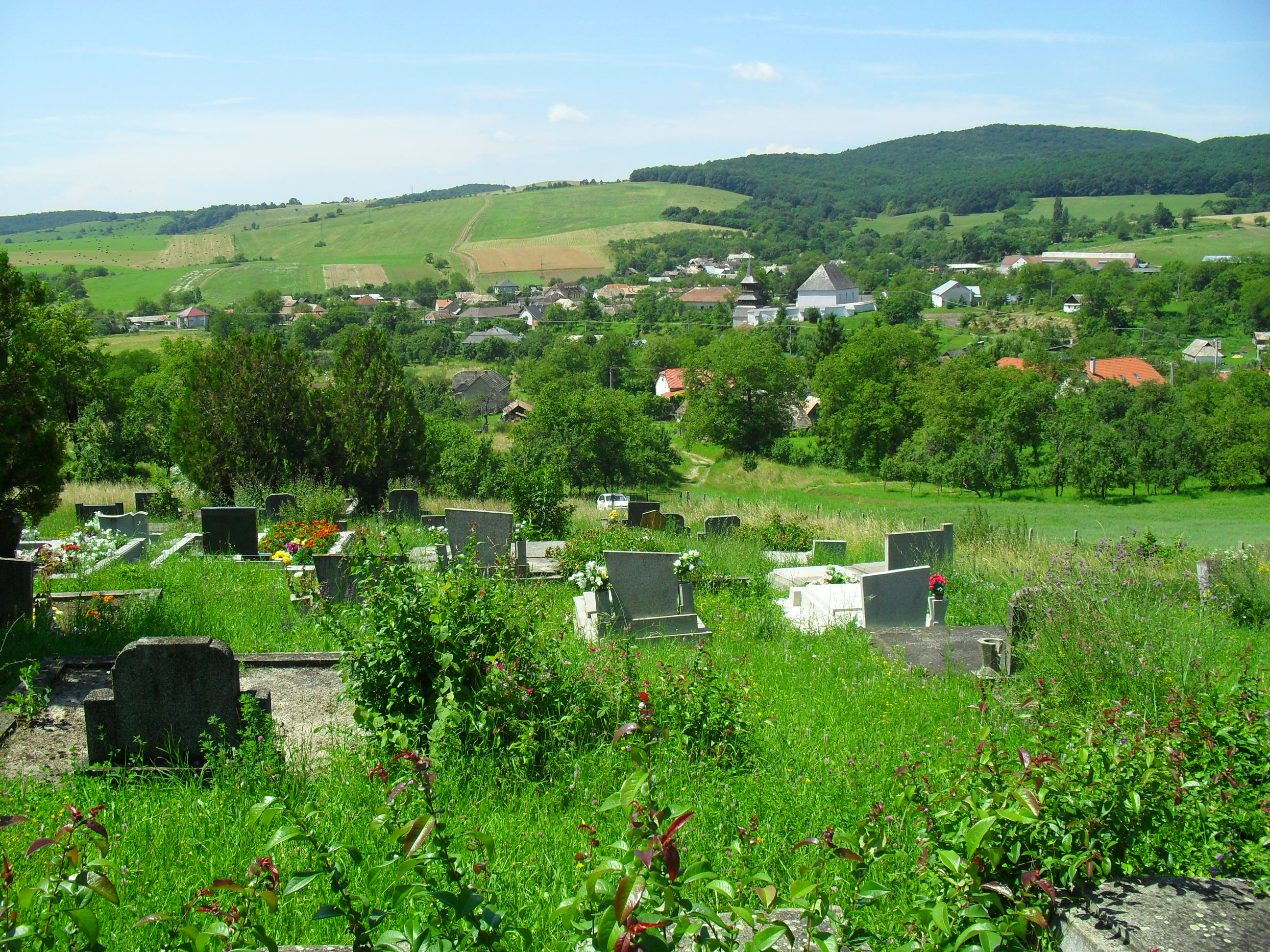
Temető
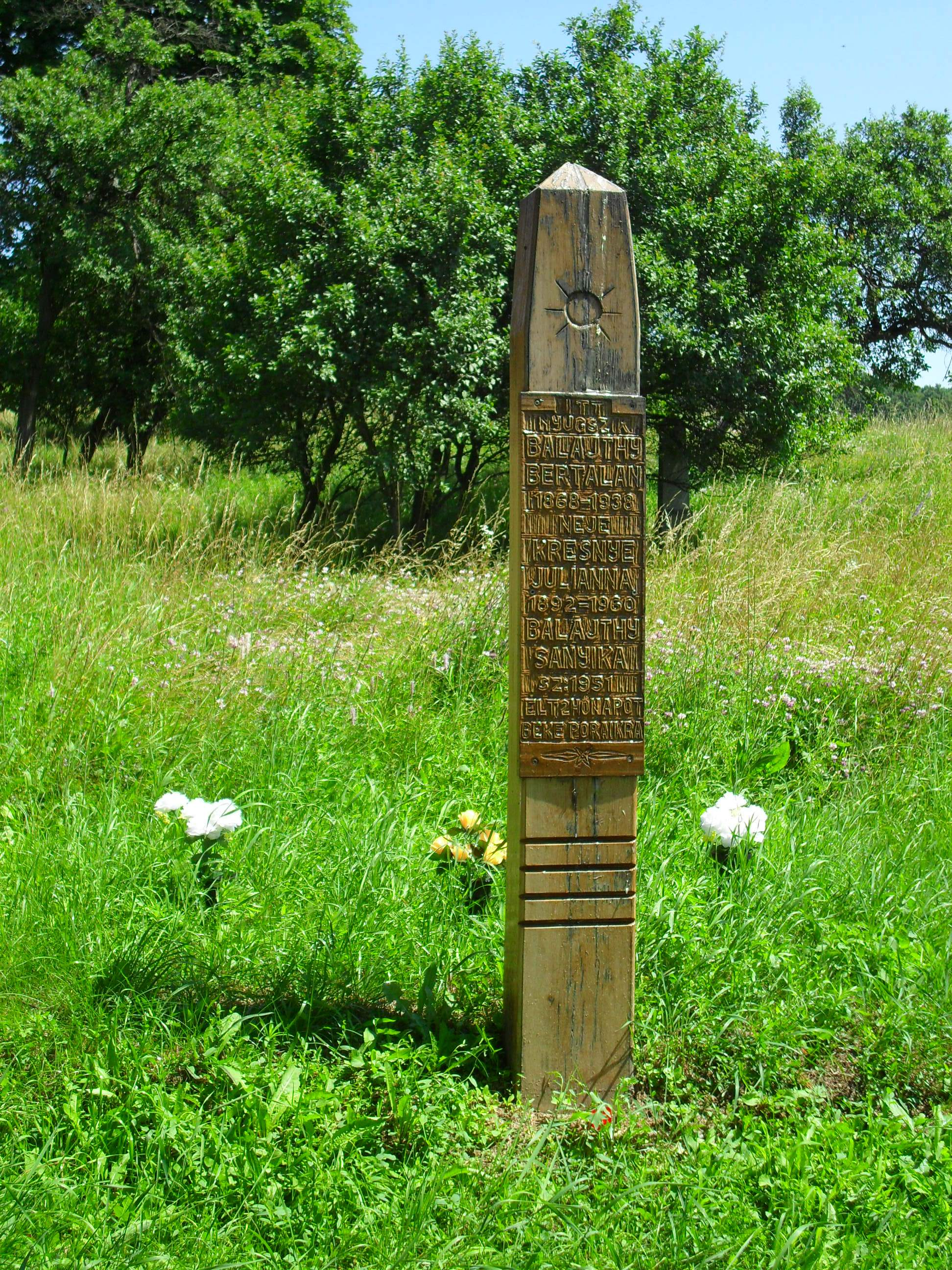
Faragott síremlék a temetőben
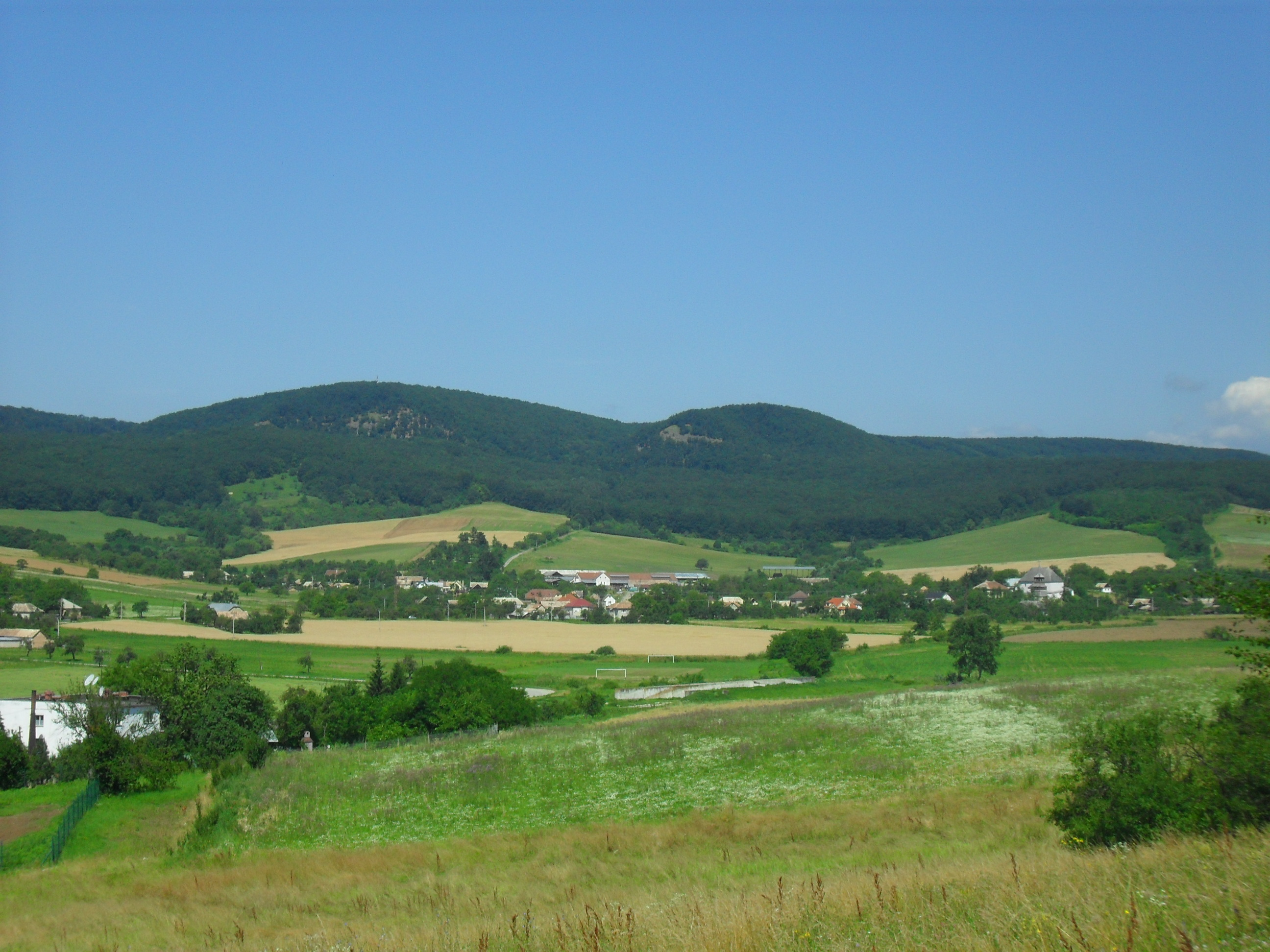
Felsővály látképe az alsóvályi temetődombról

### A református templom

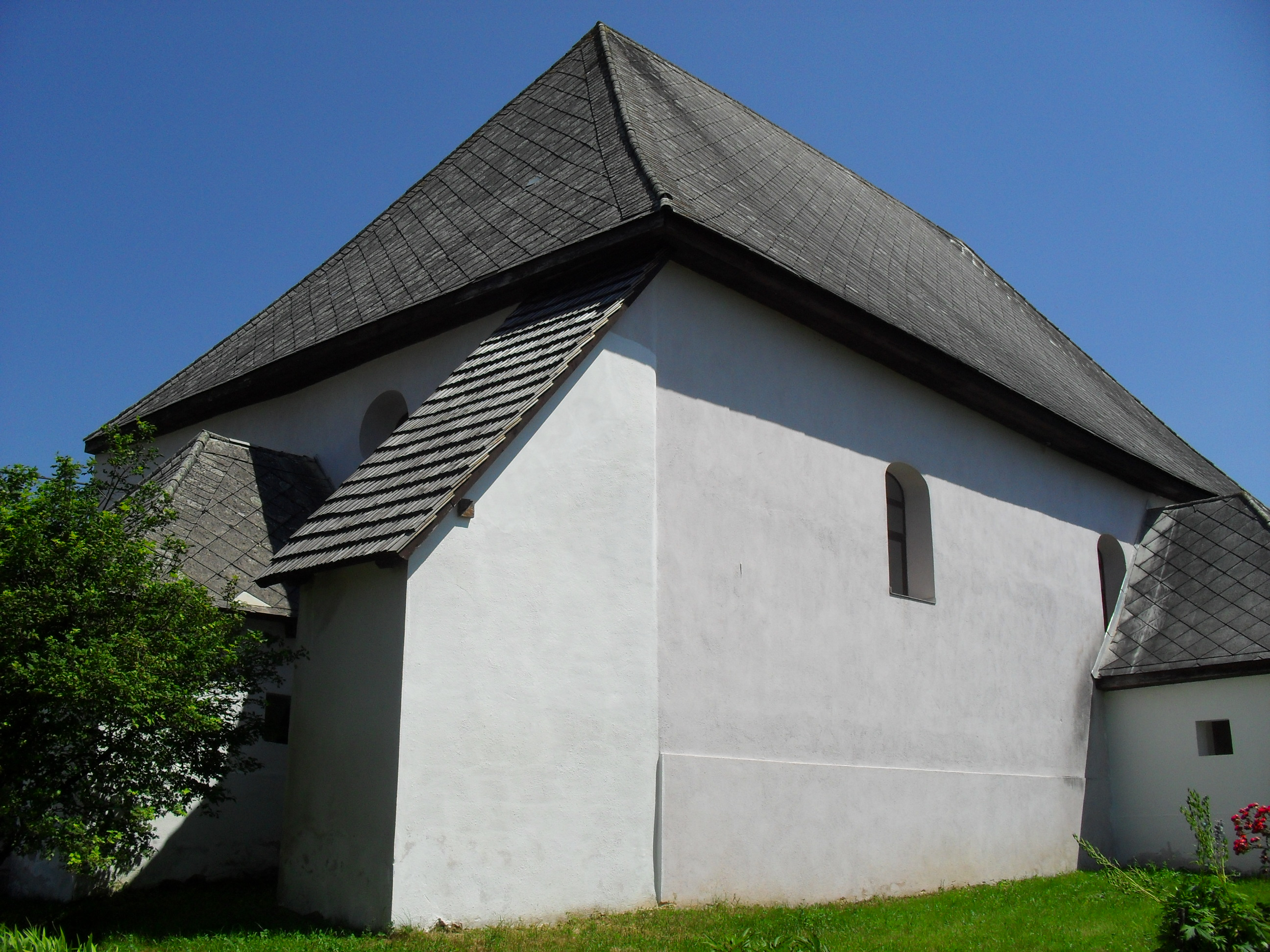
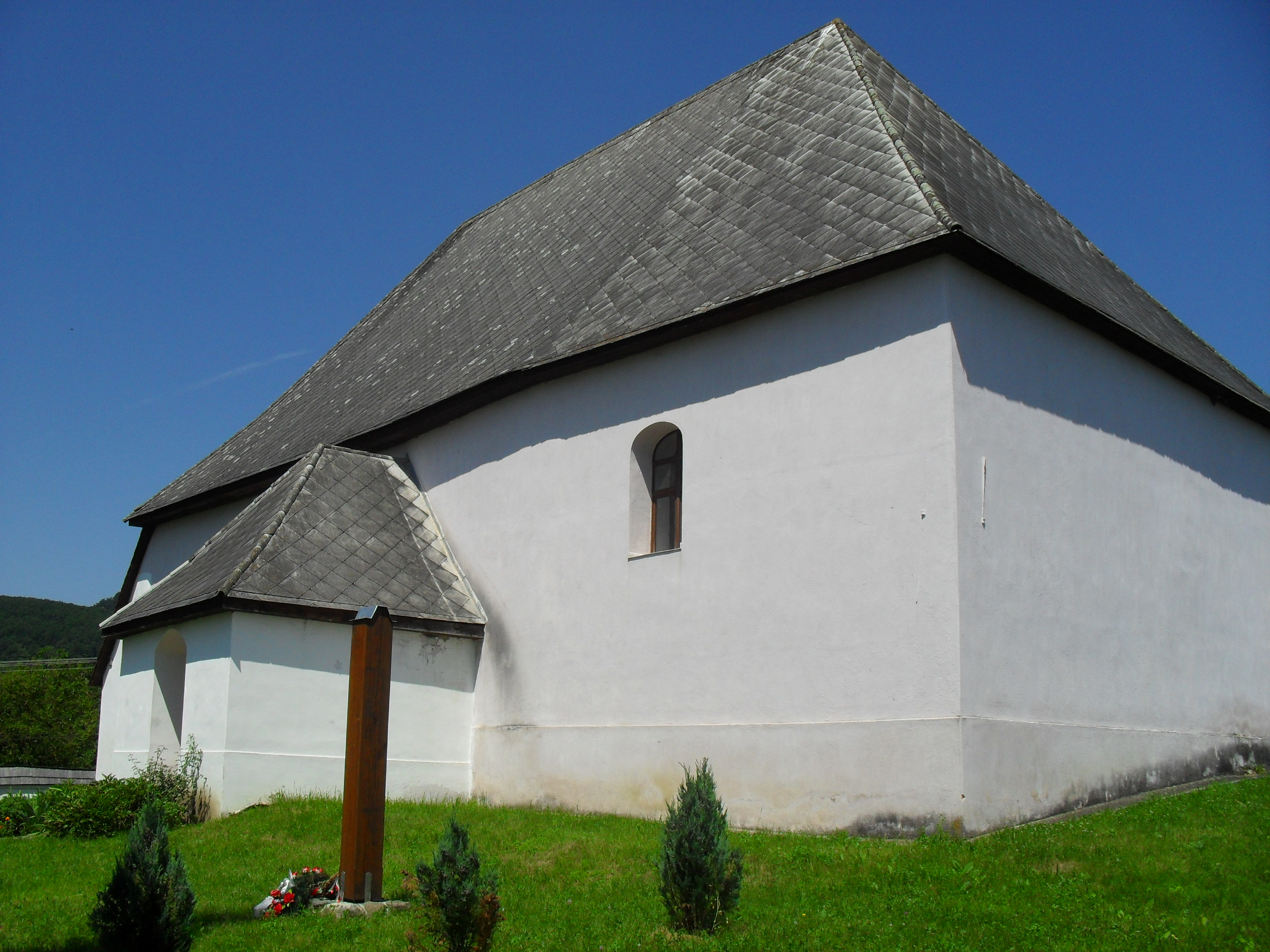
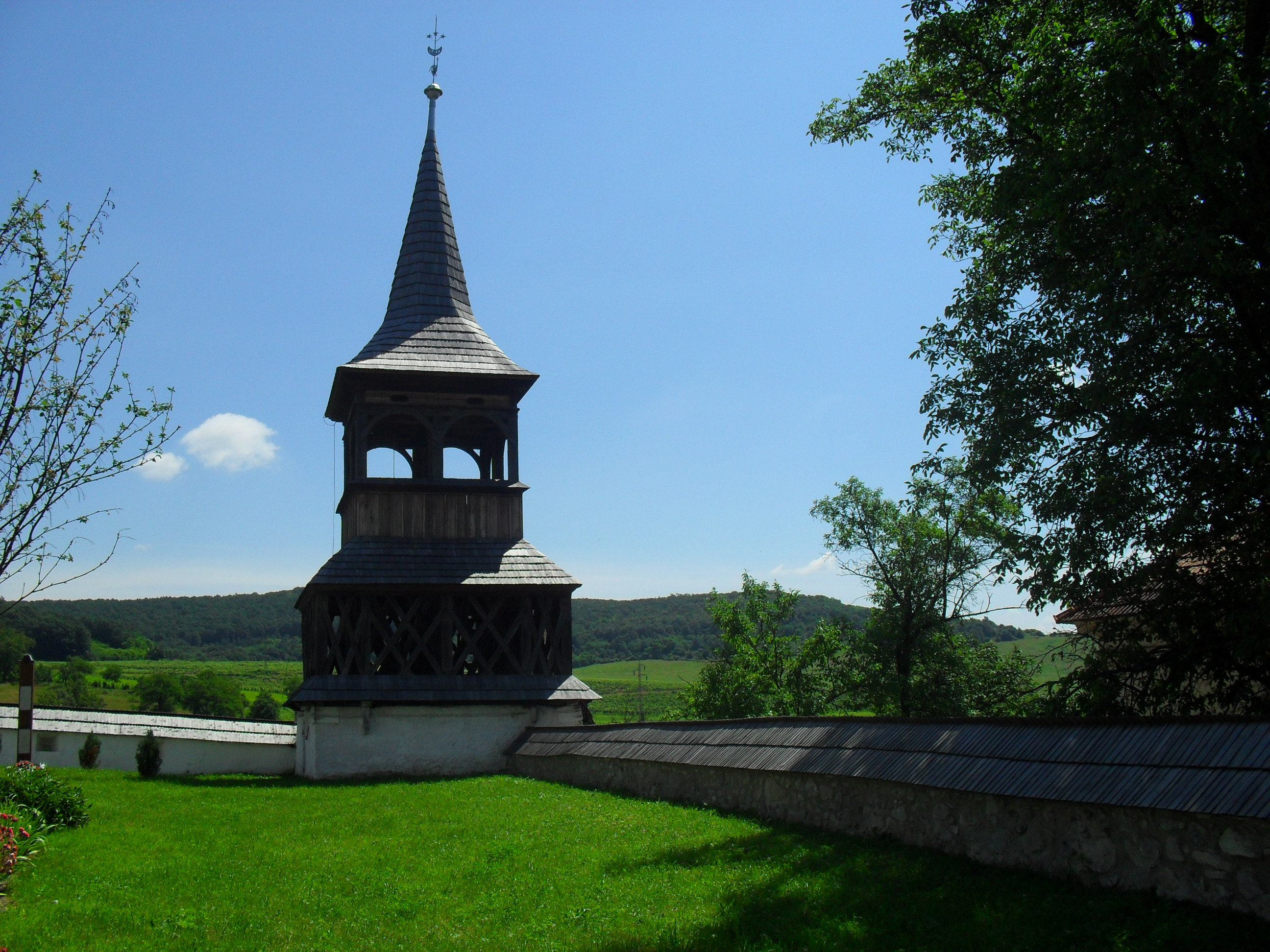
Templomfal és harangláb
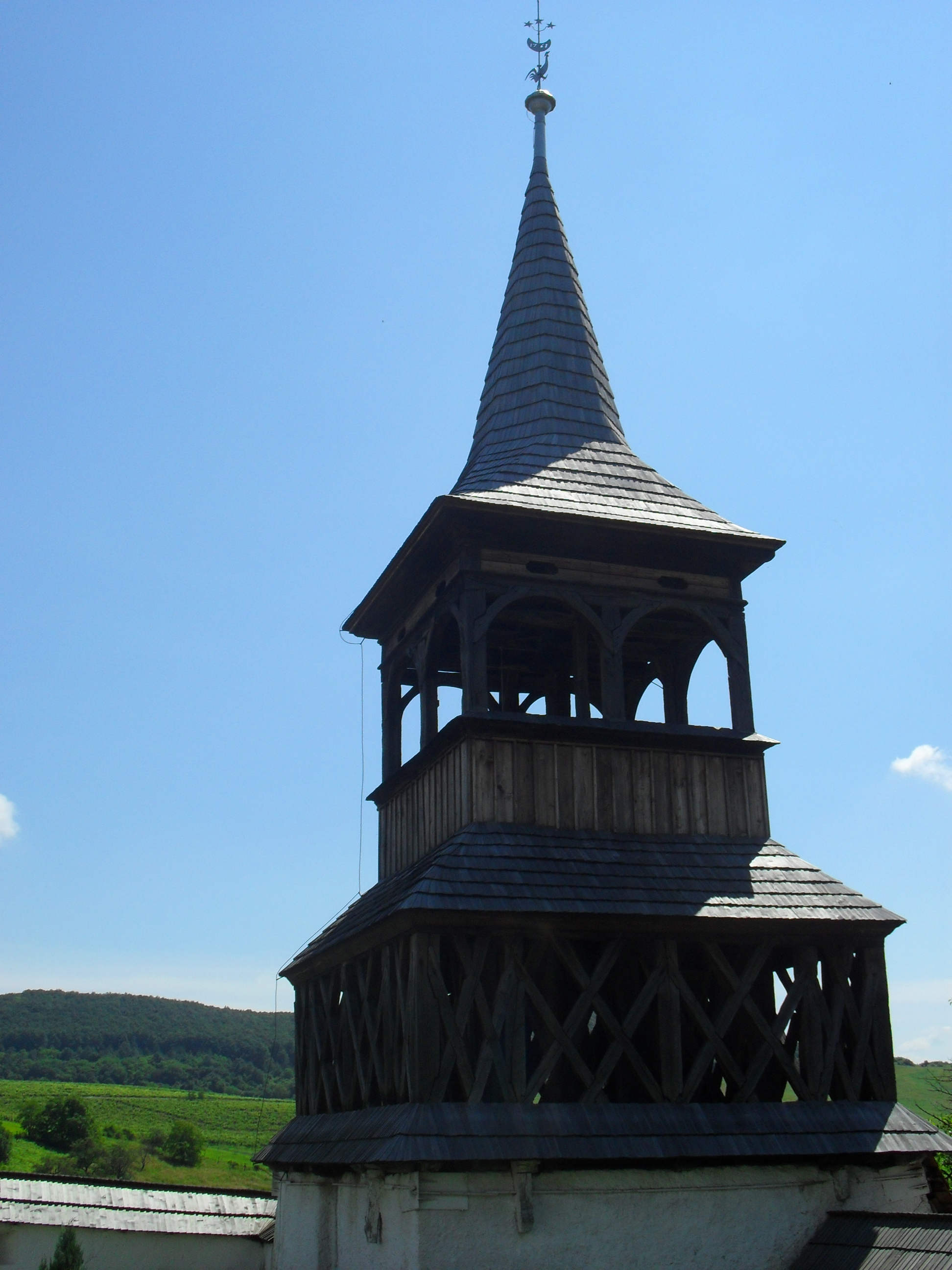
Harangláb
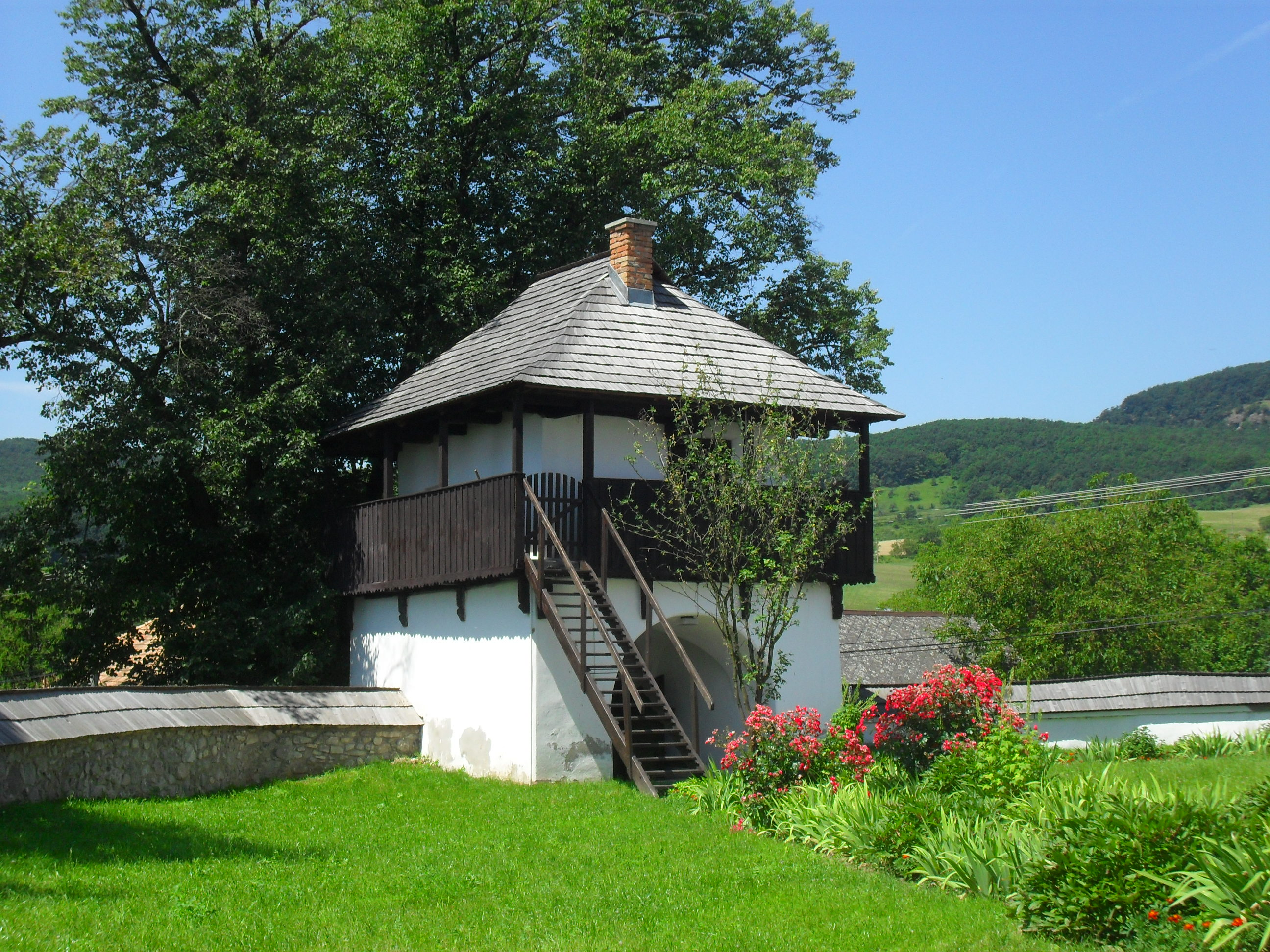
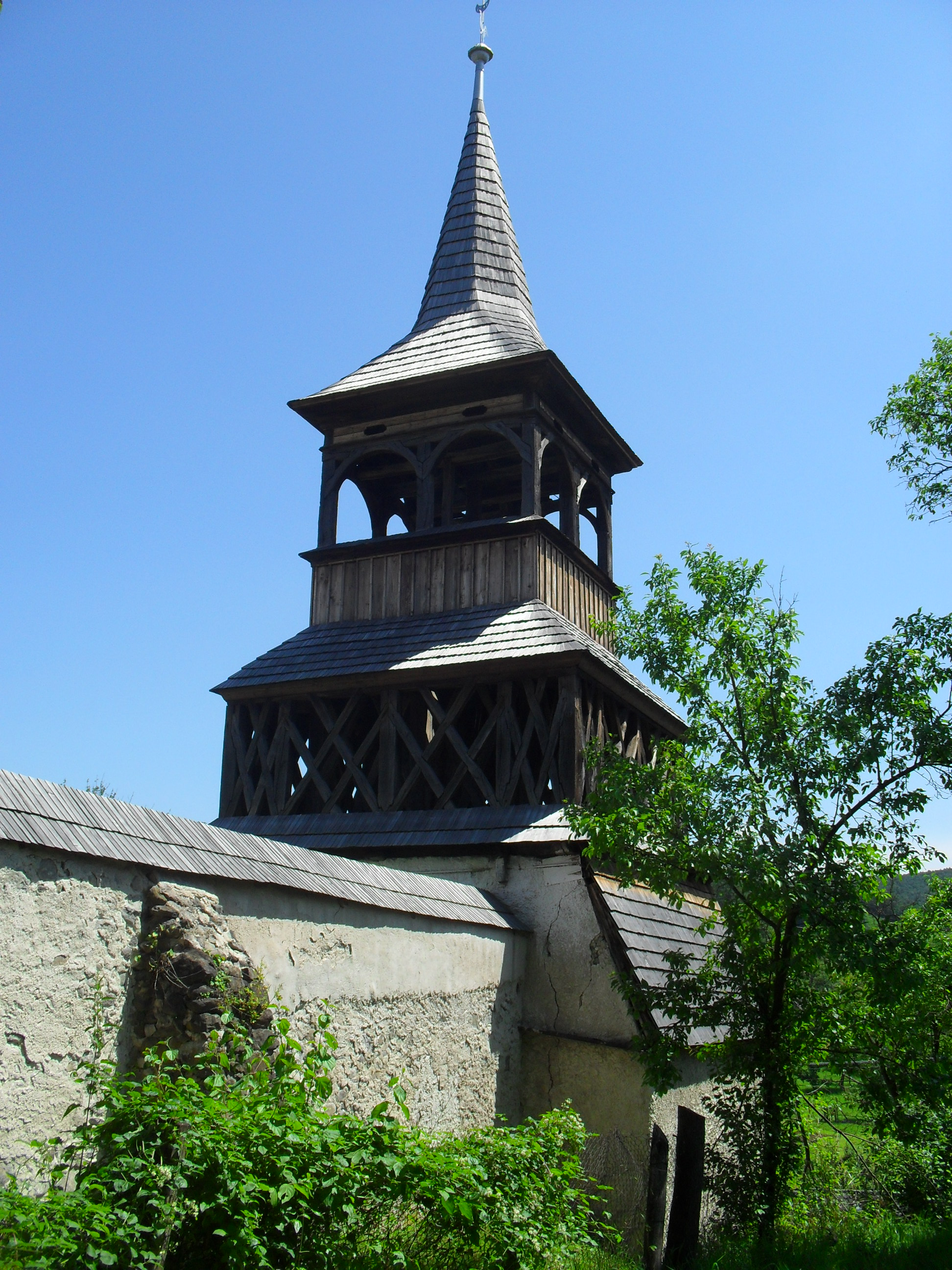
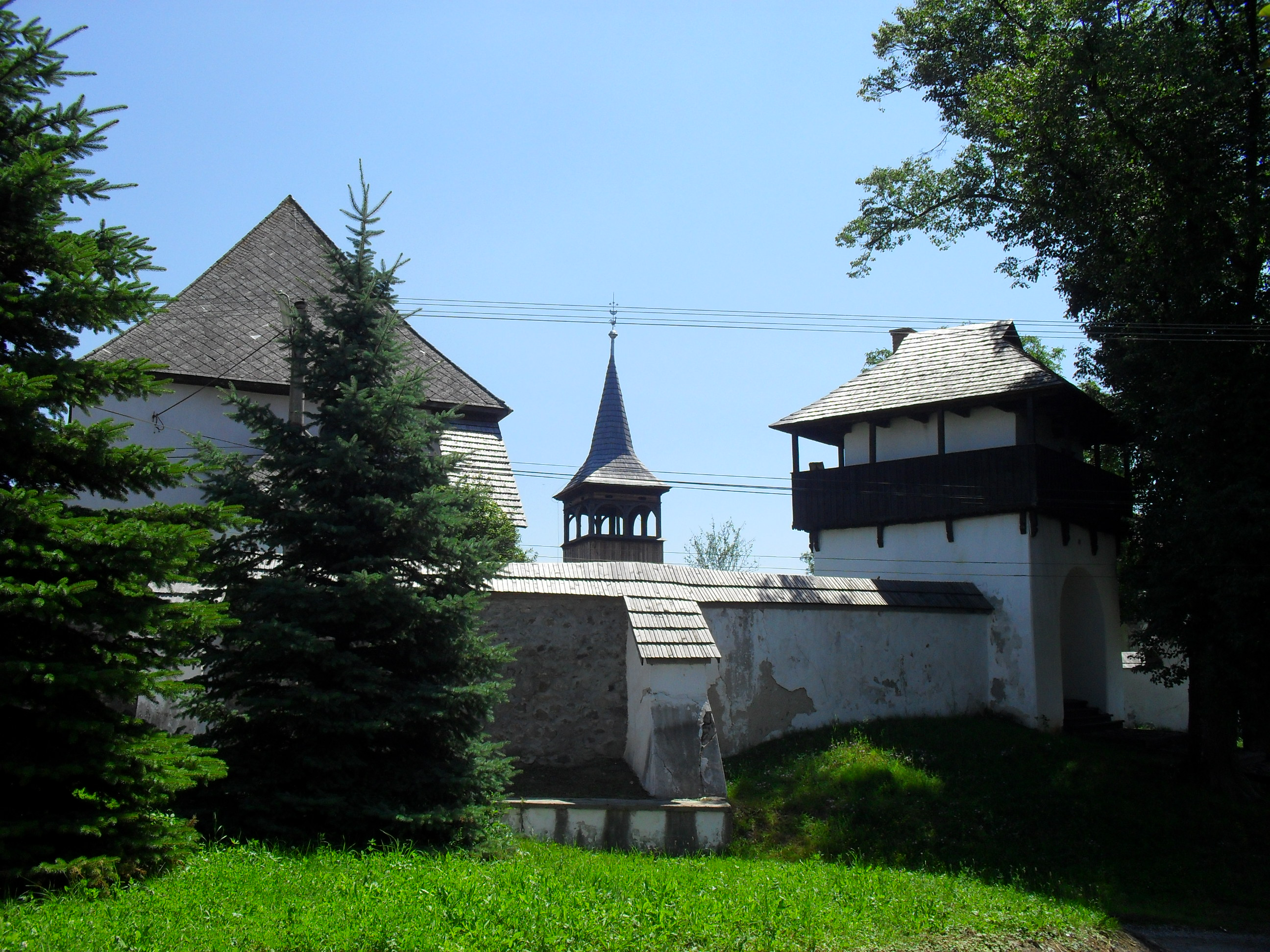
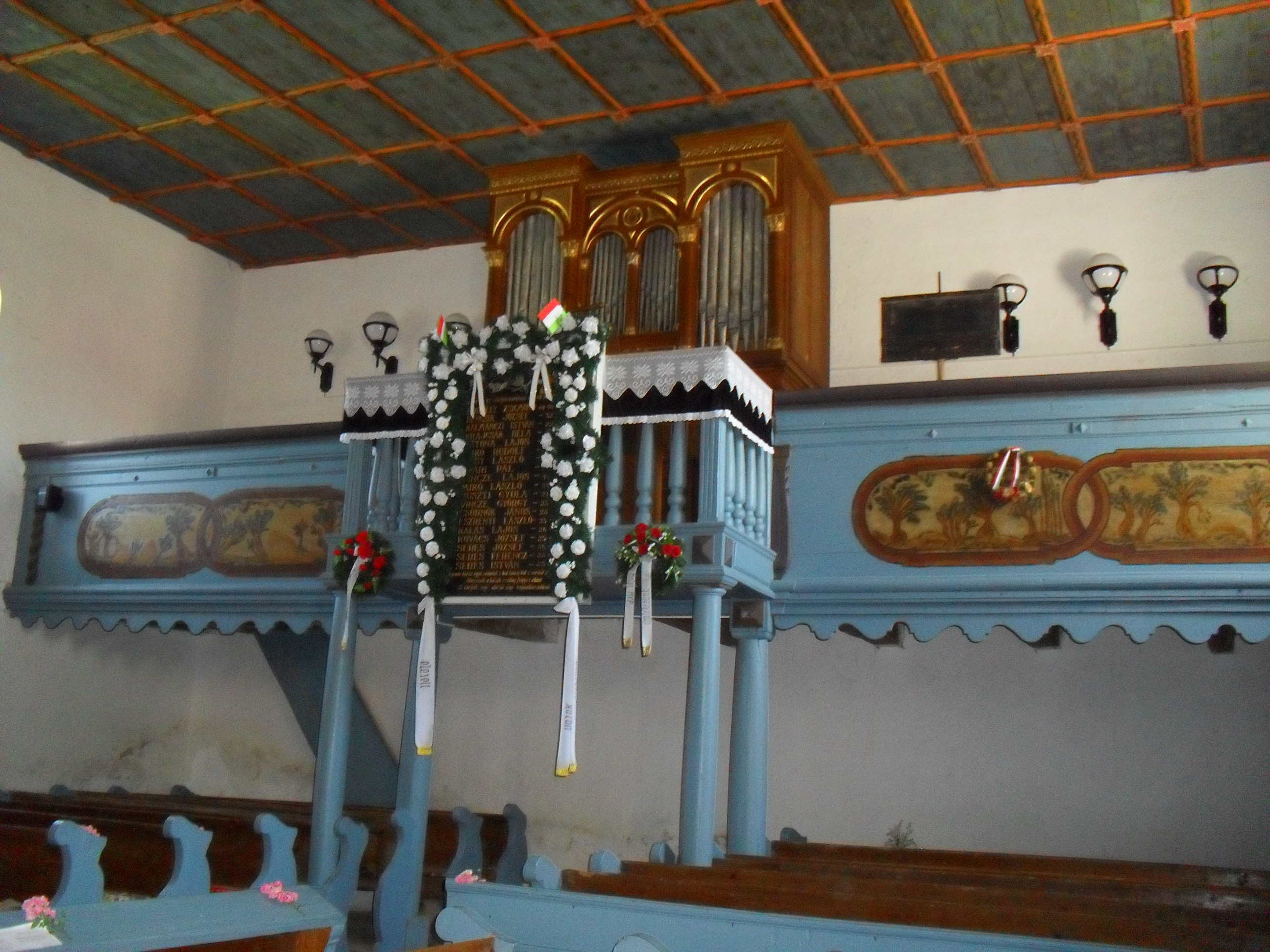
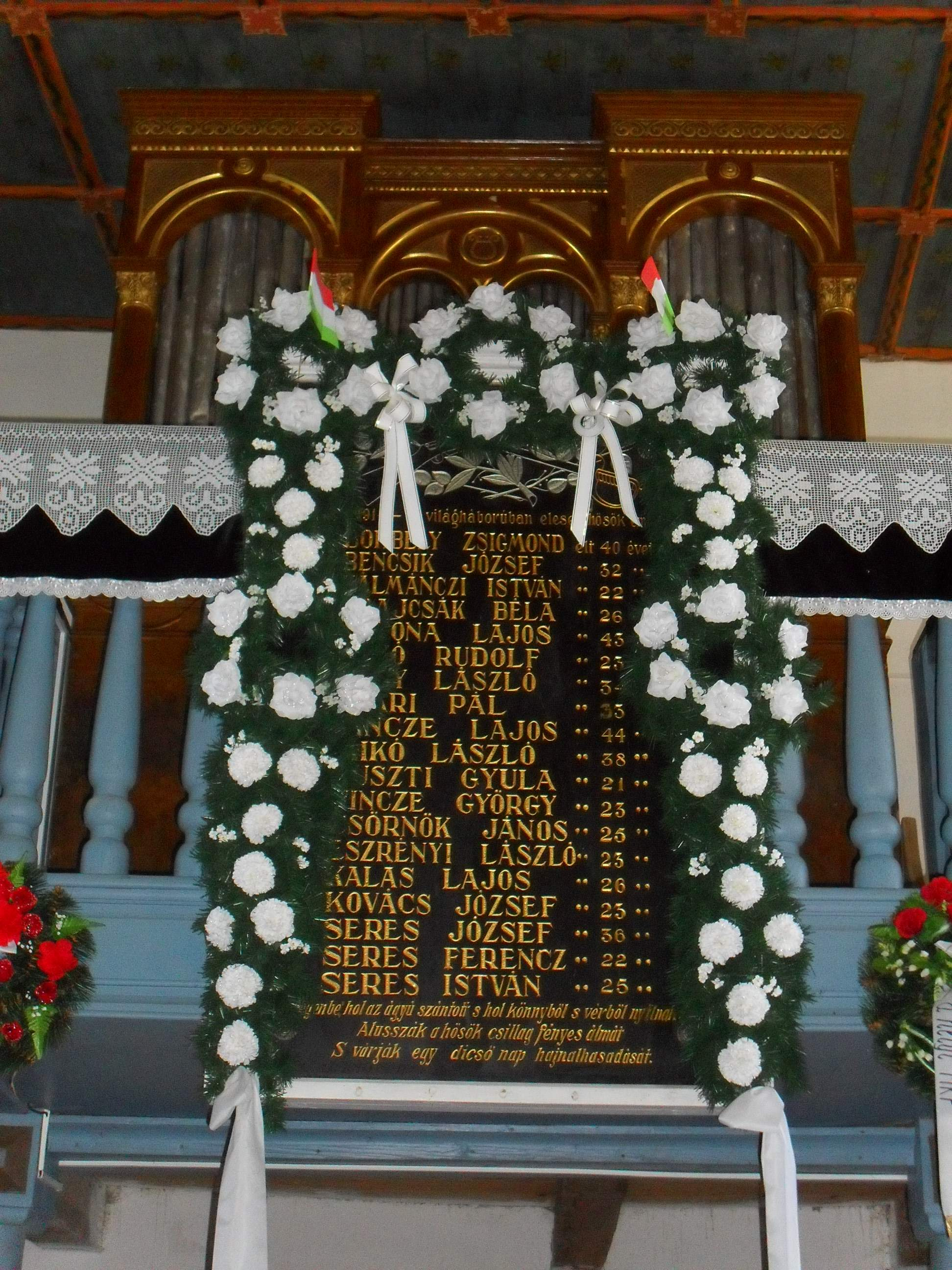
Az első világháború áldozatainak emléktáblája
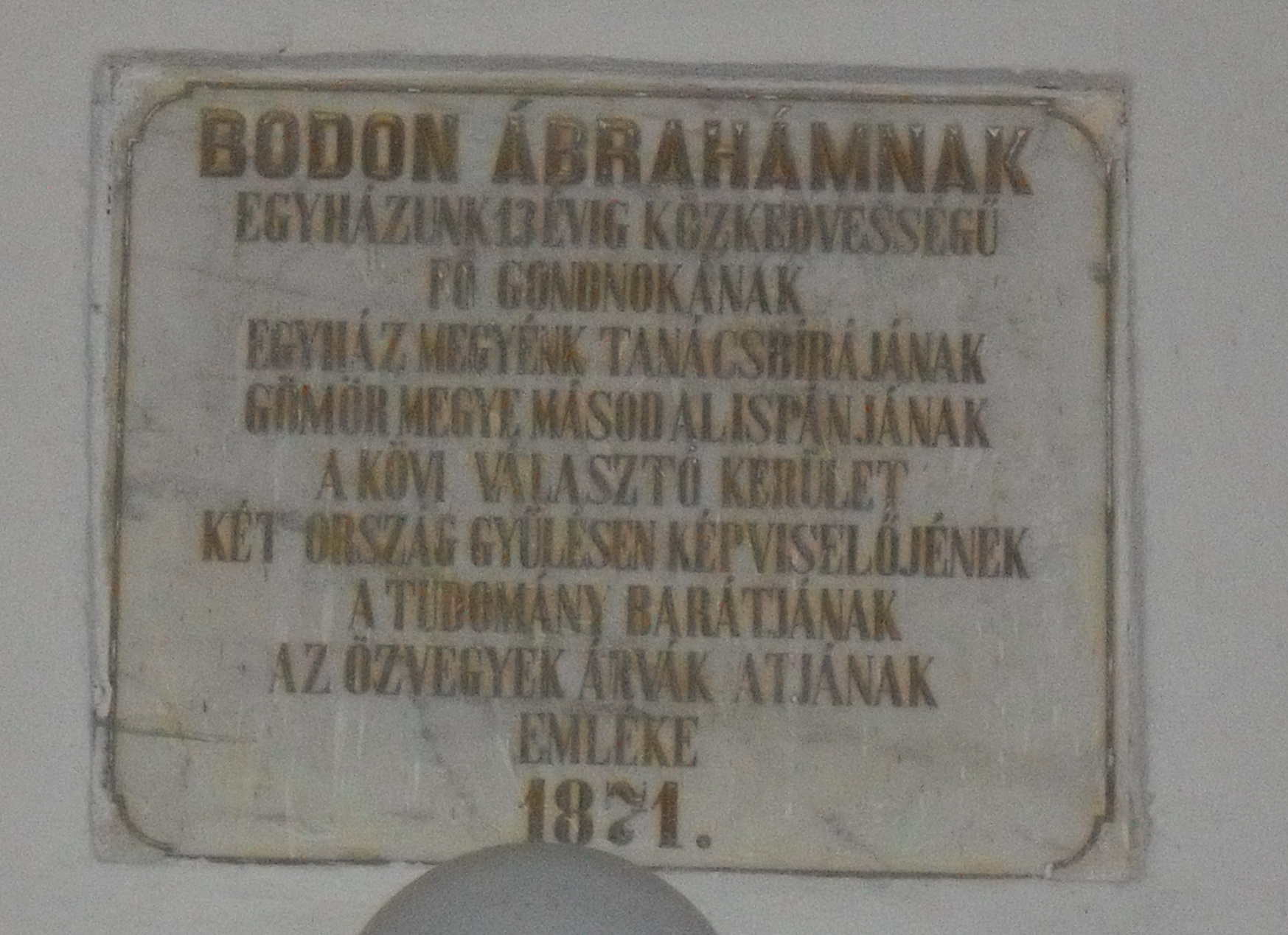
Bodon Ábrahám emléktáblája
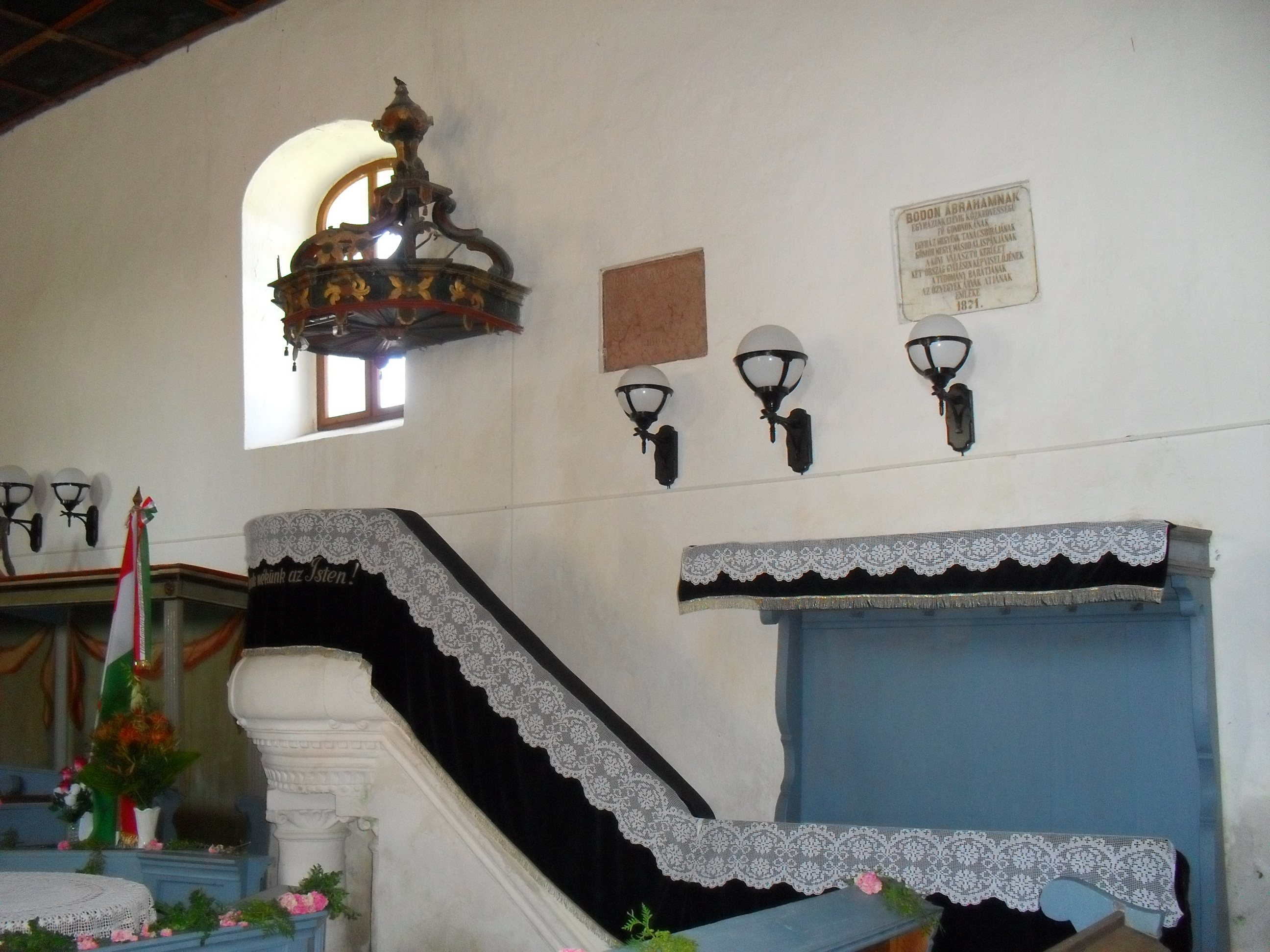
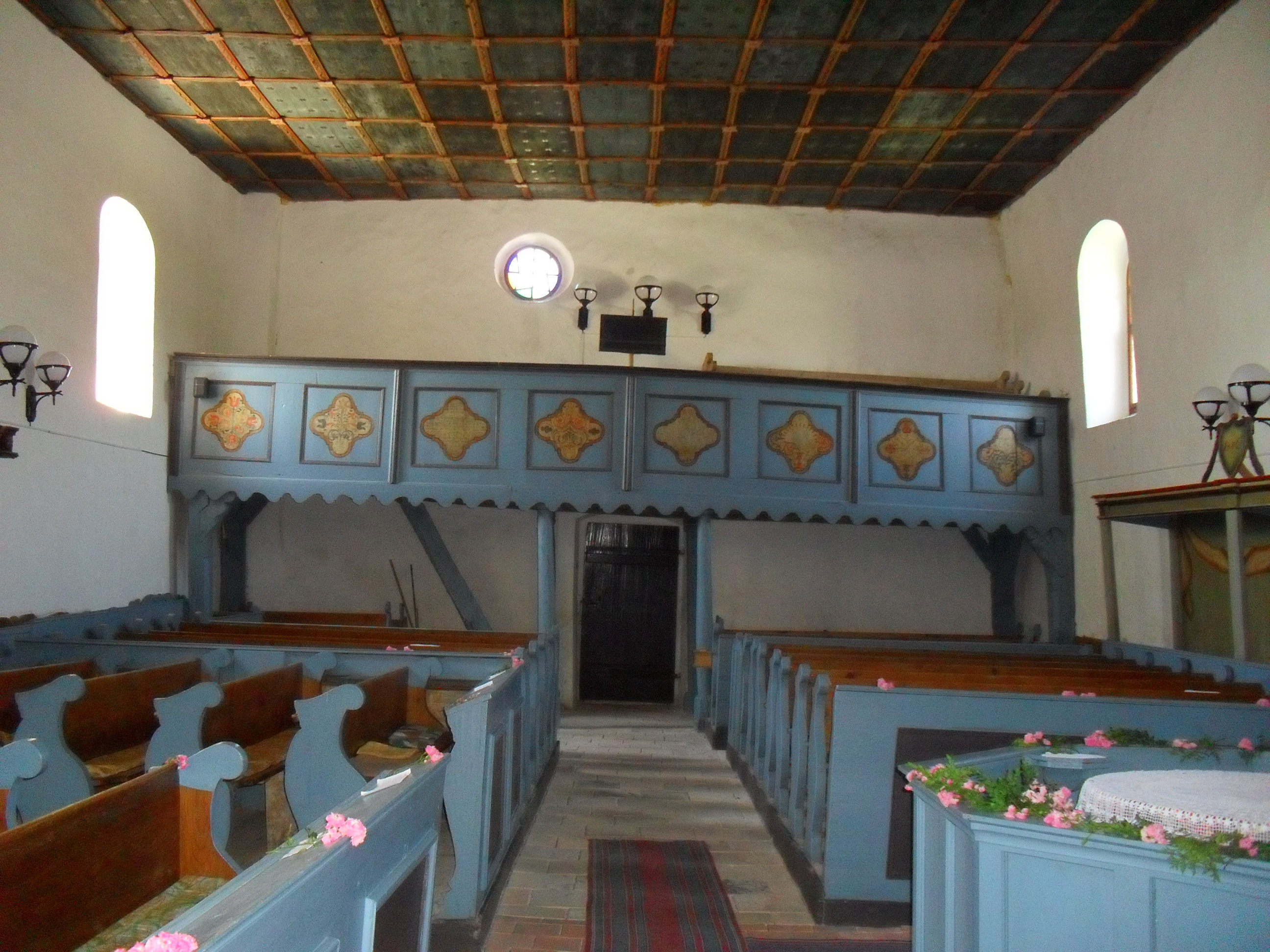
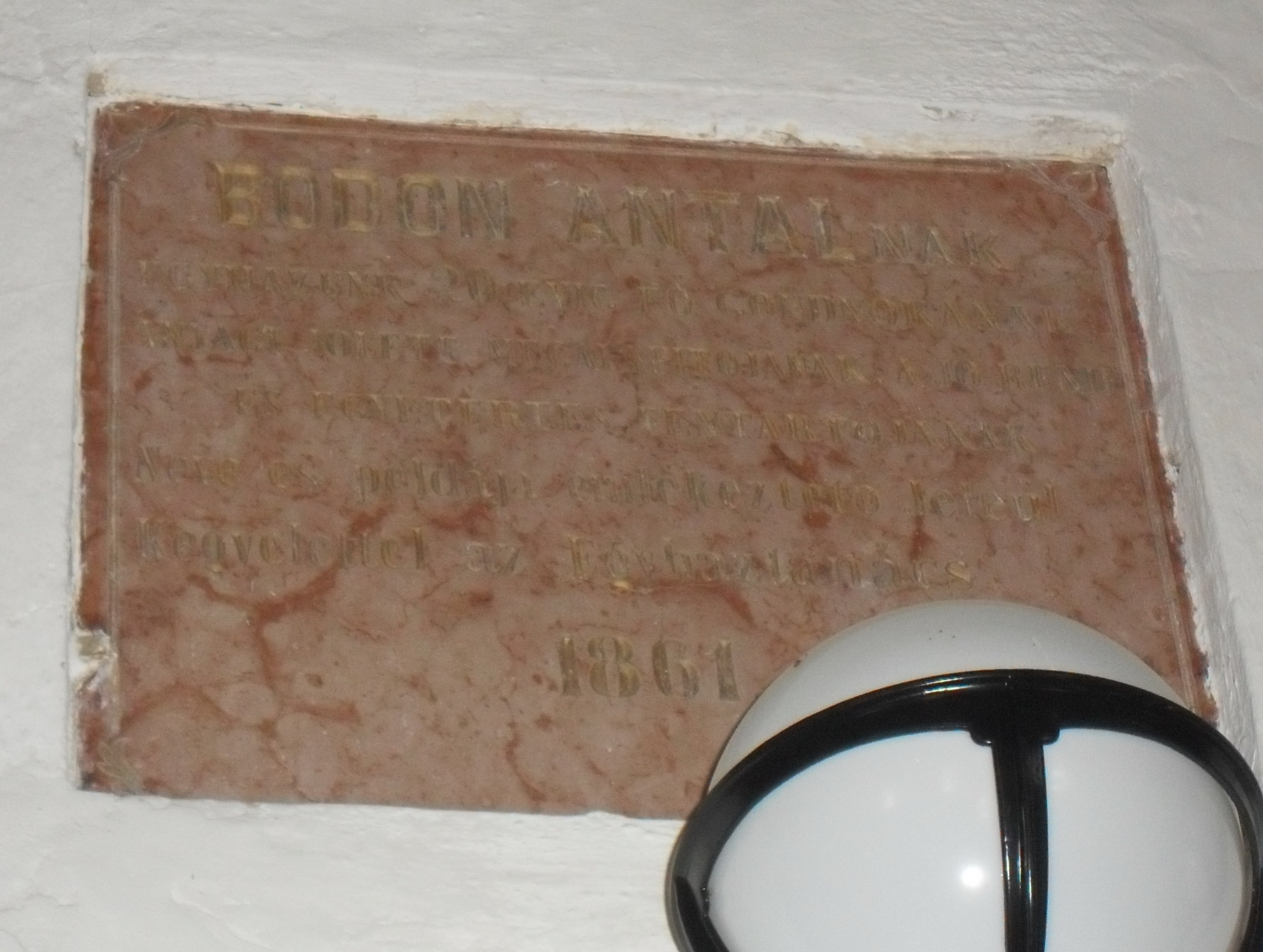
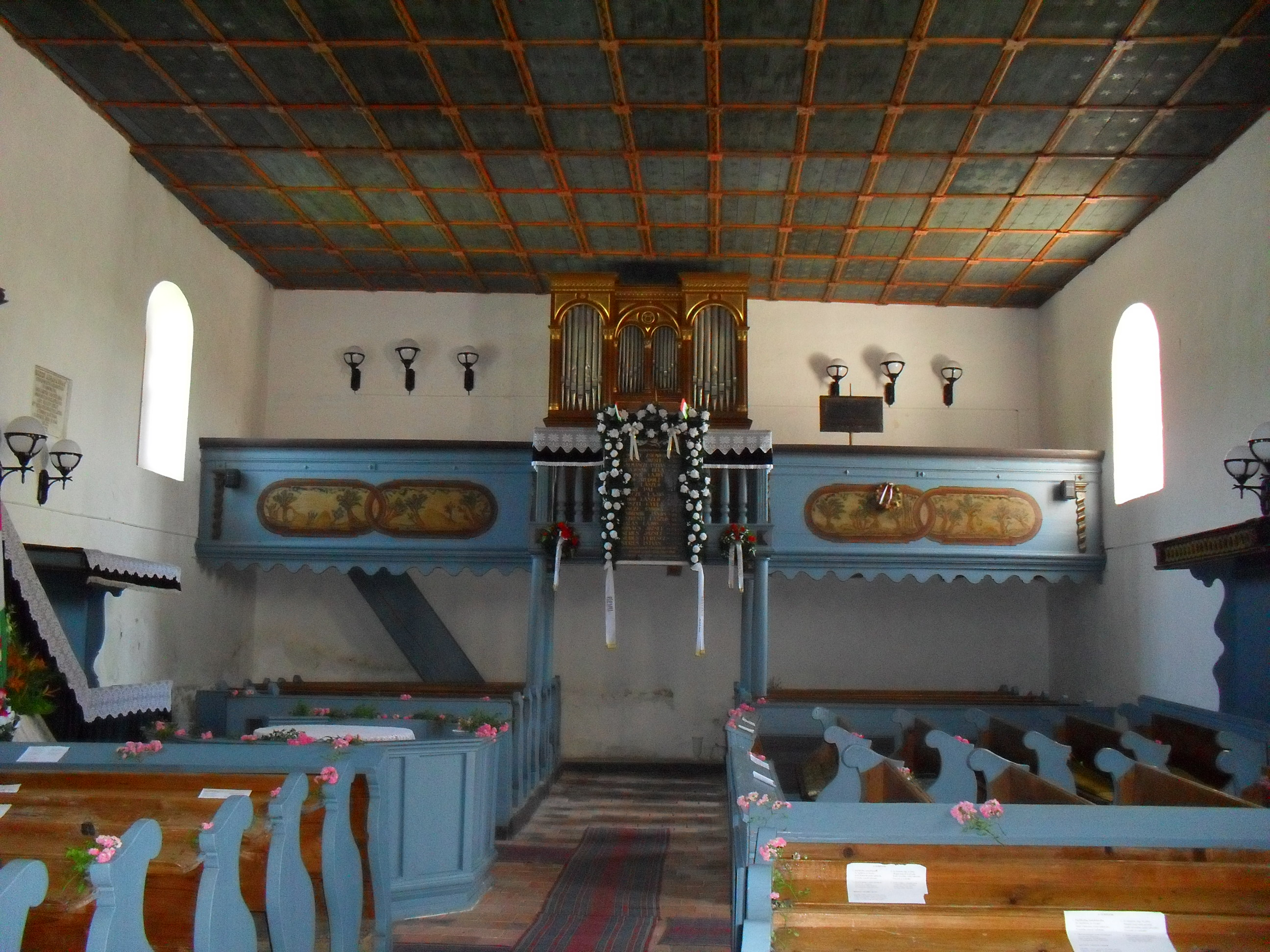
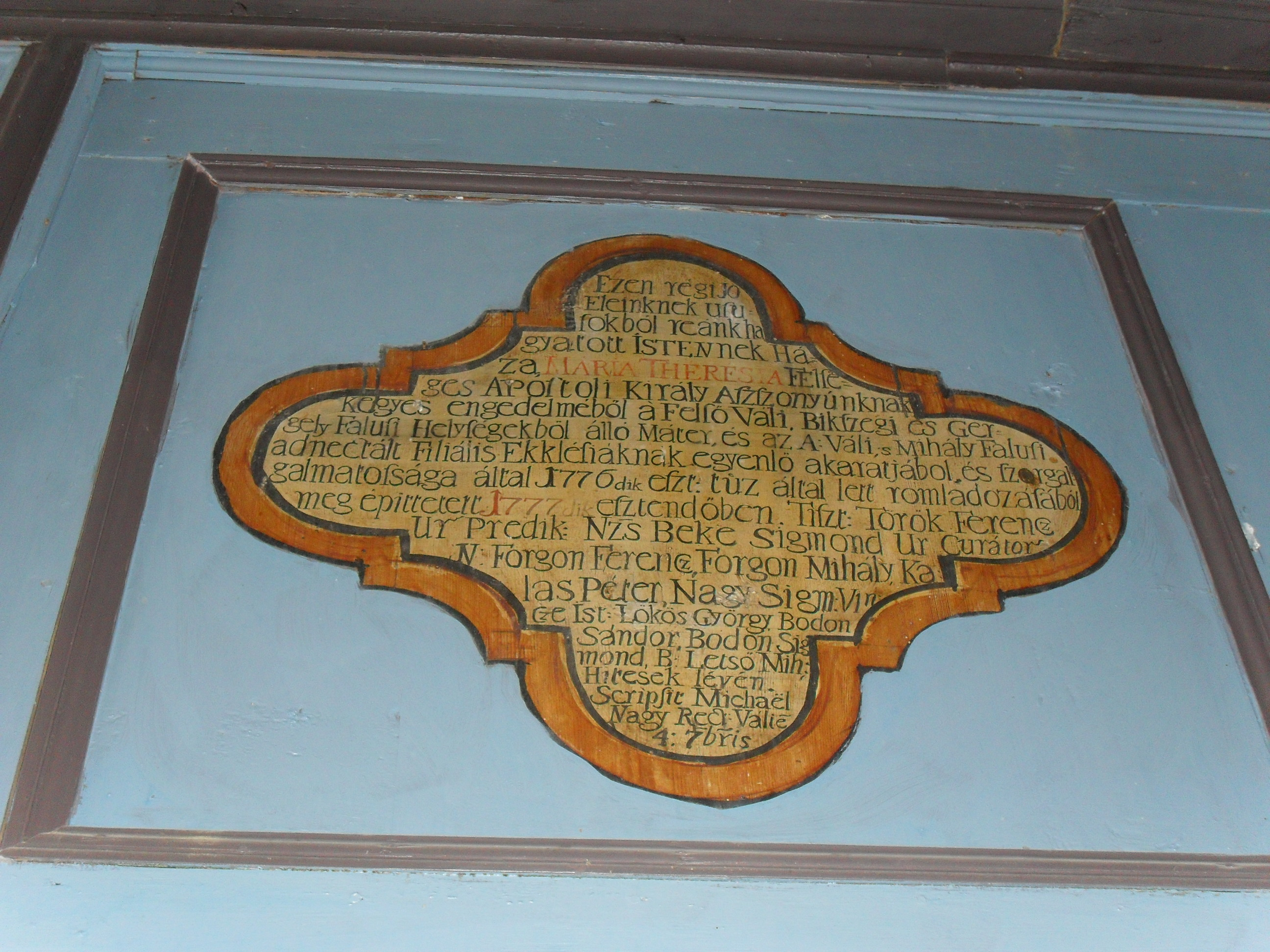

## Külső hivatkozások
- Községinfó
- A helyi népi építészetről
- A Szabad Újság cikke
- E-obce.sk